# Porcellio epirensis
Porcellio epirensis là một loài chân đều trong họ Porcellionidae. Loài này được Strouhal miêu tả khoa học năm 1955.